# Emirau
 Emirau (auch Emir, Emira Kerue, Squally, Storm Island, Sturminsel) ist eine Insel im Norden von Papua-Neuguinea und gehört administrativ zum Murat Rural Local-Level Government Area der Provinz  New Ireland.

## Geographie
Emirau ist die zweitgrößte Insel des Archipels der St.-Matthias-Inseln und liegt 26 km südöstlich der Hauptinsel Mussau. Sie ist 13 km lang, 3,2 km breit, hügelig und dicht bewaldet, mit einer Höhe bis zu 37 Metern. Das Innere der Insel wird von einem 36 ha großen Plateau eingenommen. Emirau besteht aus gehobenem Korallenkalk und ist von einem Korallenriff umgeben.
Die Küste ist durch zahlreiche Meeresbuchten sowie vorspringende Halbinseln und Landzungen stark zergliedert. Zwischen Kap Ballin, der nördlichsten Landspitze, und dem östlich davon gelegenen Kap Tietgens, erstreckt sich die Hamburg-Bucht (Hamburger Hafen). Im Osten sind der Küste die Inseln Sanilu und Anusau vorgelagert, im Westen Elomusao.
An der Südküste befinden sich eine ehemals deutsche Plantage  und eine Missionsstation der Siebenten-Tags-Adventisten. Weitere Orte sind Pakane im Nordwesten und Tasagina an der Südostküste.

## Geschichte
William Dampier entdeckte die Insel am 26. Februar 1700 für die westliche Welt und nannte sie Squally Island. Das Gebiet kam im Jahr 1885 unter deutsche Verwaltung und gehörte seit 1899 zu Deutsch-Neuguinea. 1914 eroberten australische Truppen die Insel. Nach dem Ersten Weltkrieg wurde sie als Mandat des Völkerbundes von Australien verwaltet.
Im Dezember 1940 liefen die deutschen Hilfskreuzer Komet und Orion Emirau an, um die bei vorhergehenden Einsatzfahrten gemachten Gefangenen auf der Insel abzusetzen. Robert Eyssen, der Kommandant der Komet, ließ bei einer dortigen Station 343 Europäer und 171 Asiaten ausgeschiffen. Sie konnten sehr rasch Kontakt zu australischen Dienststellen aufnehmen und viele wertvolle Informationen über die deutschen Schiffe an den Gegner übermitteln.
Von 1942 bis 1944 war Emirau von Japan besetzt.
Im März 1944 rückte die Besetzung der Insel in den Fokus der Alliierten, um die Neutralisierung von Rabaul voranzutreiben.
Am 20. März 1944 landeten Einheiten der 4th Marine Division, das 1. und 2. Bataillon mit dem 3. Bataillon in Reserve, amphibisch auf Emirau. Vor der Küste deckte der später an die Bundesmarine abgegebene Zerstörer Anthony die Landung. Die Marines wurden von Missionaren der Sieben-Tage-Adventisten empfangen, die ihnen mitteilten, dass es keine Japaner auf der Insel gebe.
Am 21. März 1944 begann der Bau des Flugplatzes Emirau und der unterstützenden Infrastruktur durch Pioniereinheiten der US Navy („Seabees“). Am 11. April 1944 wurden die Marines vom 147. Infanterieregiment der US-Armee abgelöst. Ab dem 30. September 1944 übernahmen australische Streitkräfte die Garnison.
Die Insel wurde ab März 1944 vom US-Militär als Luftwaffenstützpunkt und ab Mai auch als Stützpunkt für PT-Schnellboote genutzt.
Im Juli 1945 endete die militärische Nutzung der Insel. Sie kehrte 1949 in australische Verwaltung zurück. Seit 1975 ist sie Teil des unabhängigen Staates Papua-Neuguinea.
Auf Emirau wird Mussau-Emira gesprochen. Die Sprache gehört, mit Tenis von der Insel Tench, zu den beiden Sprachen der St. Matthias-Untergruppe der Ozeanischen Sprachen in der austronesischen Sprachfamilie.
Emirau wurde von BirdLife International als Vogelschutzgebiet für endemische Vogelarten (Endemic Bird Areas, EBA) eingestuft. Eine Unterart der Spechtpapageien, der Meekspechtpapagei (Micropsitta meeki proxima), ist nur von Mussau und Emirau bekannt.